# Roberto Peña
Roberto Cesar Peña (17 de abril de 1937 - 23 de julio de 1982) fue un campocorto dominicano que jugó en las Grandes Ligas de Béisbol. Peña fue firmado por Pittsburgh Pirates en 1960. Debutó en Grandes Ligas en 1965 y durante alrededor de sus seis temporadas en las mayores militó con los Cachorros de Chicago (1965-1966), Filis de Filadelfia (1968), Padres de San Diego (1969), Atléticos de Oakland (1970), y los Cerveceros de Milwaukee (1970-1971).
Peña jugó en la Liga Dominicana durante 11 temporadas, diez para las Águilas Cibaeñas y una para las Estrellas Orientales.
Murió de intoxicación etílica el 23 de julio de 1982.